# Hispano-Suiza 8
O Hispano-Suiza 8 foi um motor aeronáutico V8 SOHC com refrigeração líquida instroduzido pela Hispano-Suiza em 1914, e era o motor mais comumente utilizado nas aeronaves da Tríplice Entente durante a Primeira Guerra Mundial. O original Hispano-Suiza 8A desempenhava 140 hp, e posteriormente, o Hispano-Suiza 8F com maior deslocamento, atingia os 330 hp.
Os motores e variantes deste tipo produzidos pela Hispano-Suiza e outras empresas sob licença, foram construídos em vinte e uma fábricas na Espanha, França, Grã-Bretanha, Itália e Estados Unidos. Alguns derivados do motor também foram usados para motorizar vários tipos de aeronaves, podendo este motor ser considerado como antecessor a outro motor bem-sucedido do mesmo projetista, o Hispano-Suiza 12Y (e os derivados soviéticos Klimov V12) que estiveram em serviço durante a Segunda Guerra Mundial.

## Projeto e desenvolvimento

### Origens
No início da Primeira Guerra Mundial, as linhas de produção da fabricante de motores e automóveis Hispano-Suiza em Barcelona foram modificadas para produzir materiais para a guerra. O engenheiro chefe Marc Birkigt liderou os trabalhos em um motor aeronáutico baseado em seu bem-sucedido motor V8 automotivo. O motor resultante, denominado Hispano-Suiza 8A (HS-31), apareceu em público pela primeira vez em fevereiro de 1915.
O primeiro 8A manteve a configuração padrão conforme o modelo já existente de Birkigt: oito cilindros em V, com um deslocamento de 11,76 litros e uma potência de 140 hp a 1.900 rpm. Apesar das similaridades com o projeto original, o motor foi substancialmente refinado. O virabrequim era produzido de uma sólida peça de aço. Os blocos dos cilindros eram feitos de alumínio e do tipo monobloco, isto é, em uma única peça com os cabeçotes SOHC. A admissão e exaustão foram fundidos nos blocos, os assentos de válvulas estavam na face superior das camisas de aço dos cilindros, que eram parafusadas no bloco. Usando um "eixo torre" (engrenagem cônica) rotativo vindo do bloco do motor ao longo da extremidade traseira de cada banco de cilindro (no caso do motor V8, tem dois bancos de 4 cilindros), com a transmissão final para o eixo do comando de válvulas de cada banco de cilindro acomodada dentro de uma convexidade semicircular na traseira de cada tampa de válvula. As partes em alumínio eram revestidas de um esmalte vítreo para reduzir vazamentos. Todas as partes sujeitas a desgastes e aquelas críticas para a ignição do motor eram duplicadas: velas de ignição para uma ignição dupla, molas de válvula, magnetos e etc. 
A confiabilidade do motor e a relação peso-potência eram grandes problemas no início da aviação. O motor e seus acessórios pesavam 185 kg, tornando-o 40% mais leve que um motor rotativo de potência equivalente. Este peso vazio não incluía o radiador e o líquido para arrefecimento. Geralmente, motores refrigerados a ar são mais leves do que os refrigerados à água. Por exemplo, o motor rotativo Bentley BR.2 desempenhava 230 hp pesando 220 kg, o Clerget 9B desempenhando 130 hp, mas pesando 173 kg. O novo motor foi apresentado ao Ministério de Guerra da França em fevereiro de 1915, testado por 15 horas em potência máxima. Isto era um procedimento padrão para um novo projeto de motor ser admitido em uso militar. Entretanto, devido ao lobby feito por fabricantes de motor franceses, motor espanhol devia passar por um teste de bancada que nenhum motor francês já havia passado: funcionar por 50 horas em velocidade máxima. O HS-31 foi então enviado de volta para Chalais-Meudon em 21 de julho de 1915 e testado por 50 horas, cumprindo com sucesso o teste contra todas as expectativas geradas. O projeto também prometeu ter muito mais potencial para desenvolvimento em relação a motores rotativos. Este era, entretanto, o motor mais comum em uso nas aeronaves. Além disso, este tipo também estava chegando próximo dos limites de desenvolvimento para sua época. Os motores rotativos mais potentes normalmente eram mais pesados, o que em conjunto aumentava o já problemático torque giroscópico gerado pela rotação do motor.  Um aumento maior no torque era considerado inaceitável e a relação peso-potência dos novos motores rotativos em desenvolvimento não atraiu fabricantes de aeronaves.
Os oficiais franceses fizeram então o pedido de produção do 8A, iniciando o mais rápido possível e solicitou o projeto de um novo caça de alto desempenho e assento único utilizando o novo motor. O SPAD VII projetado por Louis Béchereau foi o resultado deste pedido, permitindo que os aliados retomassem a superioridade aérea sobre os alemães. 

## Variantes
Alguns dados de: British Piston Engines and their Aircraft
Nota: Os números de tipo da Hispano-Suiza recebiam o prefixo HS- ou escrito em completo Hispano-Suiza Type 31, mas as designações militares usaram o sistema convencional de Hispano-Suiza(fabricante do motor) 8(número de cilindros) A(série do motor) b(variante) r(atributo), então Hispano-Suiza 8Abr.

8 (HS-31)140 hp (104 kW), versão inicial e motores de teste, com poucas aplicações, incluindo os primeiros Nieuport 14.
8Aa (HS-31)
150 hp (112 kW) a 2.000 rpm, entrou em produção em julho de 1915. Os primeiros motores HS-8A tinham vários problemas, que requeriam mais trabalho, sendo o motor padrão para os primeiros SPAD VII produzidos. A demanda pelo motor Hispano-Suiza era tanta que outros fabricantes começaram a produzi-lo sob licença na França, Grã-Bretanha (Wolseley Adder), Itália (Nagliati em Florença e Itala em Turin) e Rússia. A produção total deste modelo chegou a cerca de 6.000 unidades.
8Ab (HS-34)
180 hp (134 kW) a 2.100 rpm, com maior taxa de compressão de 4,7 para 5,3, Birkigt também foi capaz de aumentar a potência. O 8Ab começou a substituir os 8Aa nos SPAD VII no início de 1917.
8Ac

8Ad
(1929) 120 x 130 mm de diâmetro x curso, 210 hp (157 kW) na decolagem.
8B (HS-35)

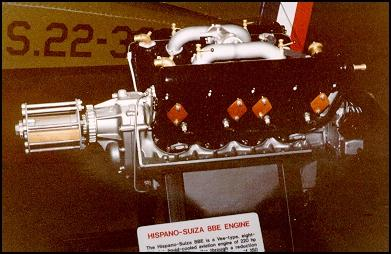
Hispano-Suiza 8Be

200 hp (149 kW), taxa de compressão de 5,3:1, com caixa de redução de 0,75:1. O HS-36 foi o 8B com uma metralhadora Lewis atirando através da hélice.
8B twin (HS-39)Dois 8B acoplados
8Ba
200 hp (149 kW) a 2.300 rpm, baixa taxa de compressão de 4,7:1, com caixa de redução de 0,585:1.
8Bb
200 hp (149 kW), taxa de compressão de 4,8:1, com caixa de redução de 0.75:1. Entretanto, o sistema de caixa de redução era frágil e normalmente quebrava, às vezes quebrando toda a hélice. Com alguns refinamentos, o motor desempenhava 235 hp (175 kW) no final de 1917.
A série 8B foi usada para motorizar as primeiras versões do S.E.5a, todas as variantes do SPAD S.XIII, versões de linha de frente do Sopwith Dolphin e vários outros tipos de aeronaves dos aliados, com sua caixa de redução facilmente identificável em fotos da Primeira Guerra Mundial, por seu uso de uma hélice de rotação em sentido horário (vista de frente).
8Bc220 hp (164 kW), taxa de compressão de 5,3:1, com caixa de redução de 0,75:1.
8Bd220 hp (164 kW), taxa de compressão de 5,3:1, com caixa de redução de 0,75:1.
8Bda
8Be220 hp (164 kW),  taxa de compressão de 5,3:1, com caixa de redução de 0,75:1.
8BeC (HS-38)O 8Be equipado com o canhão de 37 mm SAMC Model 37, ou similar, disparando através da hélice. Uma caxa de redução e rotação resultante em sentido horário como no 8B, produzia 220 hp (164 kW) a 2.100 rpm. Duas armas que sabe-se que foram utilizadas com este motor foram a SAMC e um canhão que disparava munição canister. O canhão podia disparar uma única vez sem a interferência da hélice. O motor foi utilizado no SPAD S.XII.
Nota: As designações 8C, 8Ca, e 8Cb são provavelmente contrações da real designação da STAe que poderia ser similar ao 8BeC ou 8BeCa. Equipado com canhão e desempenhando 220 hp (164 kW), receberam a designação HS-38

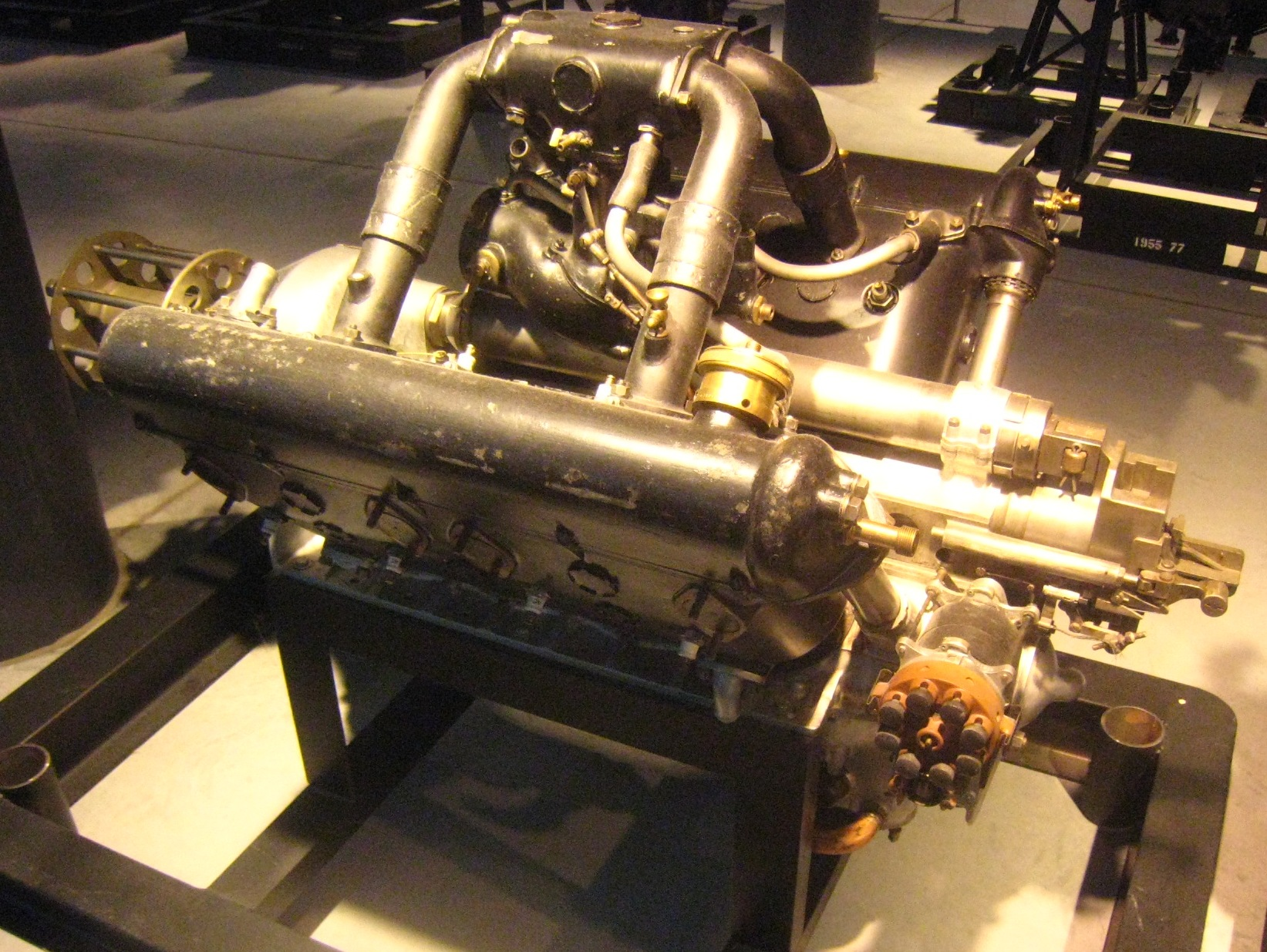
Hispano Suiza 8Ca

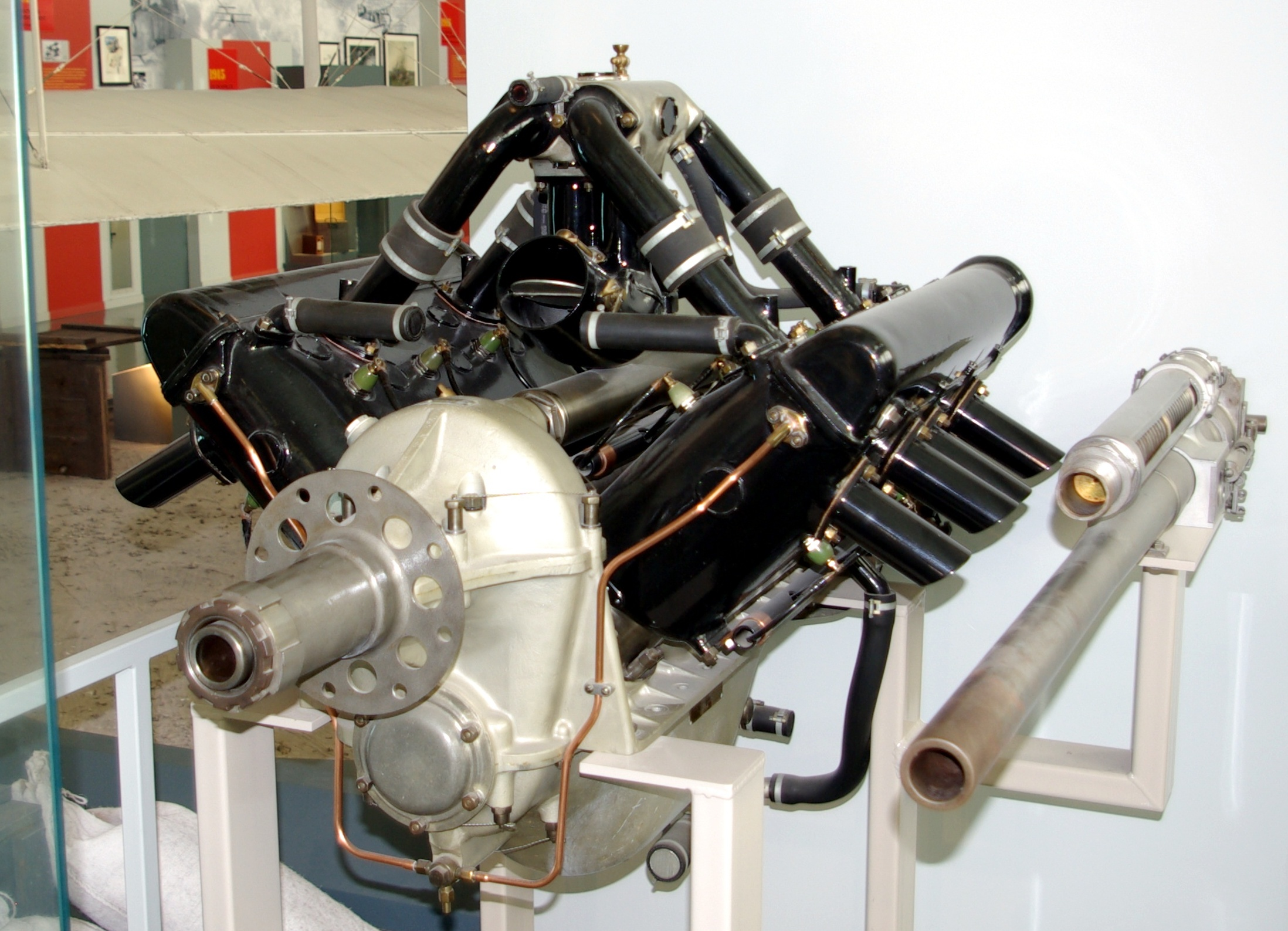
Hispano Suiza 8Ca

Hispano-Suiza Type 40(8E ?)
Hispano-Suiza Type 41(8A ?)
8F (HS-42)
300 hp (224 kW) a 2.100 rpm (eq. 750 lb·ft de torque). O 8F era basicamente uma versão de maior diâmetro do 8B, para uso em bombardeiros, com um deslocamento de 18,5 L. Apesar do maior peso de 256 kg (564 lb), o 8F também foi instalado em caças como o Nieuport-Delage NiD 29 e Martinsyde Buzzard, e teria sido utilizado na versão não produzida Mk.II do Sopwith Dolphin. Com a velocidade do motor sendo menor que do HS-8B, a caixa de redução foi removida, aumentando a confiabilidade do motor.
8Fa
similar ao 8F.
8Fb
300 hp (224 kW), HS Type 42, taxa de compressão de 5,3:1.
8Fd Special
Para o CAMS 38 Schneider Trophy, desempenhando 380 hp (283 kW)
8Fe (HS-42VS)
(1926) 140 x 150 mm de diâmetro x curso, 350 hp (261 kW) na decolagem.
Wolseley W.4A Python I
150 hp (112 kW), taxa de compressão de 4,7:1. Motor produzido sob licença baseado no 8Aa na Wolseley Motors Ltd.
Wolseley W.4A Python II
180 hp (134 kW), taxa de compressão de 5,3:1.
Wolseley W.4A Viper
200 hp (149 kW), taxa de compressão de 5,3:1. Os engenheiros da Wolseley removeram alguns problemas com o virabrequim e aumentaram a taxa de compressão para aumentar a potência, com alguns motores chegando a uma taxa de 5,6:1.
Wolseley W.4A Viper II
210 hp (157 kW) a 2.000 rpm.
Wolseley W.4B Adder I
200 hp (149 kW), taxa de compressão de 4,7:1, com caixa de redução de 0.593:1.
Wolseley W.4B Adder II
200 hp (149 kW), taxa de compressão de 4,7:1, com caixa de redução de 0.593:1. Com virabrequim mais resistente.
Wolseley W.4B Adder III
200 hp (149 kW), taxa de compressão de 4,7:1, com caixa de redução de 0.593:1. Com virabrequins balanceados.
Wright-Hisso A
Wright-Hisso B4-cilindros em linha e refrigerado a água, 75 hp (55,9 kW) 120 x 130 mm
Wright-Hisso C200 hp (149 kW), A com caixa de redução
Wright-Hisso D200 hp (149 kW), A com caixa de redução com canhão
Wright-Hisso E180 hp (134 kW) (HC 'I'
Wright-Hisso E-2(HC 'E')
Wright-Hisso F('D' sem canhão)
Wright-Hisso H300 hp (224 kW)
Wright-Hisso H-2'H' melhorado
Wright-Hisso I
Wright-Hisso KH com canhão Baldwin de 37mm
Wright-Hisso K-2
Wright-Hisso Mexperimental com 300 hp
Wright-Hisso T
Wright-Hisso 180hp V-8
Wright-Hisso 220hp V-8com caixa de redução
Wright-Hisso 300hp V-8com caixa de redução
M-6300 hp (224 kW), cópia soviética do 8Fb
Wright-Hisso V-720

## Aplicações
- Austin-Ball A.F.B.1 (protótipo)
- Avia BH-21 (a partir de 1925)
- Avia BH-22
- Bartel BM-5
- Bernard SIMB AB 10
- Blanchard Brd.1
- Caudron R.11 (8Bba)
- Caudron C.59
- Caudron C.61 (8Ac)
- Curtiss JN-4H Jenny (subvariante rara)
- De Bruyère C 1
- Descamps 27 (8Fb)
- Dewoitine D.1 (8Fb)
- Farman F.121 Jabiru (8Ac)
- FBA Type H (8Aa)
- Felixstowe F.1
- Fokker D.IX
- Fokker D.X (8Fb)
- Fokker D.XII (8F) apenas no projeto inicial
- Fokker S.III
- Gourdou-Leseurre GL.21
- Hanriot HD.5
- Hanriot HD.15
- Hanriot HD.20
- Letord Let.1 (8A)
- Letord Let.2 & Let.3 (8Ba)
- Letov Š-7 (8Fb)
- Letov Š-13 (8Fb)
- Letov Š-14 (8Fb)
- Levasseur PL.1 (8Ab)
- Martinsyde F.4 Buzzard (8Fb)
- Nieuport 14 (8A)
- Nieuport-Delage NiD 29 (8Fb)
- Nieuport-Delage NiD 38 (8Ab)
- Nieuport-Delage Sesquiplan (8Fb)
- Royal Aircraft Factory S.E.5 e S.E.5a (8a, 8B nas versões iniciais, e o derivado Wolseley Viper),
- Sopwith Dolphin (8B)
- Sopwith B.I prototypes (8Ba)
- SPAD S.VII (8A)
- SPAD S.XI (8Be)
- SPAD S.XII (8Cb)
- SPAD S.XIII (8Be)
- Standard J-1 (modificação pós-guerra)
- Waco DSO (8a)
- Wibault 1 (protótipo)

### Wright-Hispano E
- Boeing NB-2
- AT-3
- Consolidated PT-1
- Cox-Klemin TW-2
- Curtiss AT-4
- Dayton-Wright TW-3
- Huff-Daland TW-5
- Loening M-8
- Travel Air 3000
- Vought VE-7
- Waco DSO

### Mitsubishi "Hi"shiki
200 HP (8B)
- Yokosuka Ro-go Ko-gata
- Hanza-shiki suijō teisatsuki (ハンザ式水上偵察機, Hidroavião de reconhecimento)

300 HP (8F)
- Mitsubishi 1MF
- Mitsubishi 2MR

## Tabela comparativa
| Modelo             | 8A    | 8Aa   | 8Ab   | 8B      | 8F    |
| ------------------ | ----- | ----- | ----- | ------- | ----- |
| Diâmetro (mm)      | 120   | 120   | 120   | 120     | 140   |
| Curso (mm)         | 130   | 130   | 130   | 130     | 150   |
| Deslocamento (l)   | 11.76 | 11.76 | 11.76 | 11.76   | 18.47 |
| Taxa de compressão | 4.7   | 4.7   | 5.3   | 5.3     | 5.3   |
| Comprimento (m)    | 1.19  | 1.25  | 1.31  | 1.36    | 1.32  |
| Largura (m)        | 0.81  | 0.83  | 0.85  | 0.86    | 0.89  |
| Altura (m)         | 0.77  | 0.81  | 0.87  | 0.90    | 0.88  |
| Peso (kg)          | 195   | 215   | 230   | 236     | 256   |
| Potência (hp)      | 140   | 150   | 180   | 200/235 | 300   |
| a (rpm)            | 1900  | 2000  | 2100  | 2300    | 2100  |

## Motores em exibição
- Um Wright-Hissso 8A está em exibição pública no Museu Aeroespacial da Califórnia.